# Paul Strathern
Paul Strathern (Londres, 1940) é um autor britânico de biografias, romances e livros de histórias e viagens.  Estudou filosofia no Trinity College de Dublin.
Strathern é mais conhecido pela autoria das séries populares Filósofos em 90 minutos e Cientistas em 90 minutos, publicadas em português pela editora brasileira Jorge Zahar Editor. Dentre os seus romances, A Season in Abyssinia foi agraciado com o Prêmio Somerset Maugham. Também escreveu Uma Breve História da Economia e O Sonho de Mendeleiev.
Atuou como jornalista frelance, colaborando para os jornais The Observer, Daily Telegraph e Irish Times. Como professor universitário, ensinou filosofia e matemática na Kingston University, tendo também lecionando poesia italiana moderna.